# 불가설불가설전
불가설불가설전(不可說不可說轉)은 화엄경에 등장하는 자연수의 하나이다. 불경에 등장하는 수량을 나타내는 구체 명사로는 최대급이다.

## 정의
화엄경 제45권 아승지품(阿僧祇品) 제30에 다음과 같은 구절이 있다.
100낙차(洛叉;10만을 의미)를 1 구저(倶胝)로 한다. 구저구저(구저*구저)를 1 아유다(阿庾多)로 한다. 아유다*아유다를 1 나유타(那由他)로 한다. 나유타*나유타를 1 빈파라(頻波羅)로 한다. (중략) 불가설전*불가설전을 1 불가설불가설로 한다. 이 불가설불가설*불가설불가설을 1 불가설불가설전으로 한다.
즉, 구저에서 시작하여 그 전에 등장한 단위를 모두 사용하여 새로운 수를 표현할 말이 없을 때, 새로운 단위를 만들어(이것을 상수(上數)라 칭함)가는 식으로 하여, 불가설불가설전은 제122번째에 속하는 것으로
1불가설불가설전＝{\displaystyle 10^{7\times 2^{122}}}＝1037218383881977645219396597687849648128≒{\displaystyle 10^{3.7\times 10^{37}}}
이다. 즉, 약 10의 37간(澗)제곱이다.

## 다른 큰 수와의 비교
1무량대수는 1068, 구골은 10100이다. 불가설불가설전은 이들 기존의 큰수에 비해 훨씬 큰 수이다. 무량대수의 약 5400구(溝) 제곱이 1불가설불가설전이 된다. 
1불가설불가설전의 270나유타 제곱이 약 1구골플렉스가 된다. 이것은 불가설불가설전이 1구골플렉스(10^구골)보다는 많이 작다는 것을 나타낸다.

## 같이 보기
- 화엄경 수사 목록